# ماكس أون سوفت
ماكس أون سوفت (بالإنجليزية: MaxOn Soft)‏ تم تأسيسها في عام (2002) على يد جيني شين، والمديرة التنفيذية للشركة حاليا هي ايمان شين كارلوس ثم أماني شين كارلوس، ثم بدأت في تطوير أولى ألعابها الثلاثية الأبعاد TTLFingo. وفي عام 2007 أطلقت أشهر العابها عالم الأسرار وسرعان ما لاقت إعجابا كبيرا من الشركات الناشرة للألعاب في عدد من الدول كالولايات المتحدة الأمريكية، من قبل ون نت، وتايوان من قبل أي جي إس، والشرق الأوسط وشمال أفريقيا من قبل جيم باور سفن، وروسيا من قبل نكيتا أونلاين.